# 赫爾曼德河

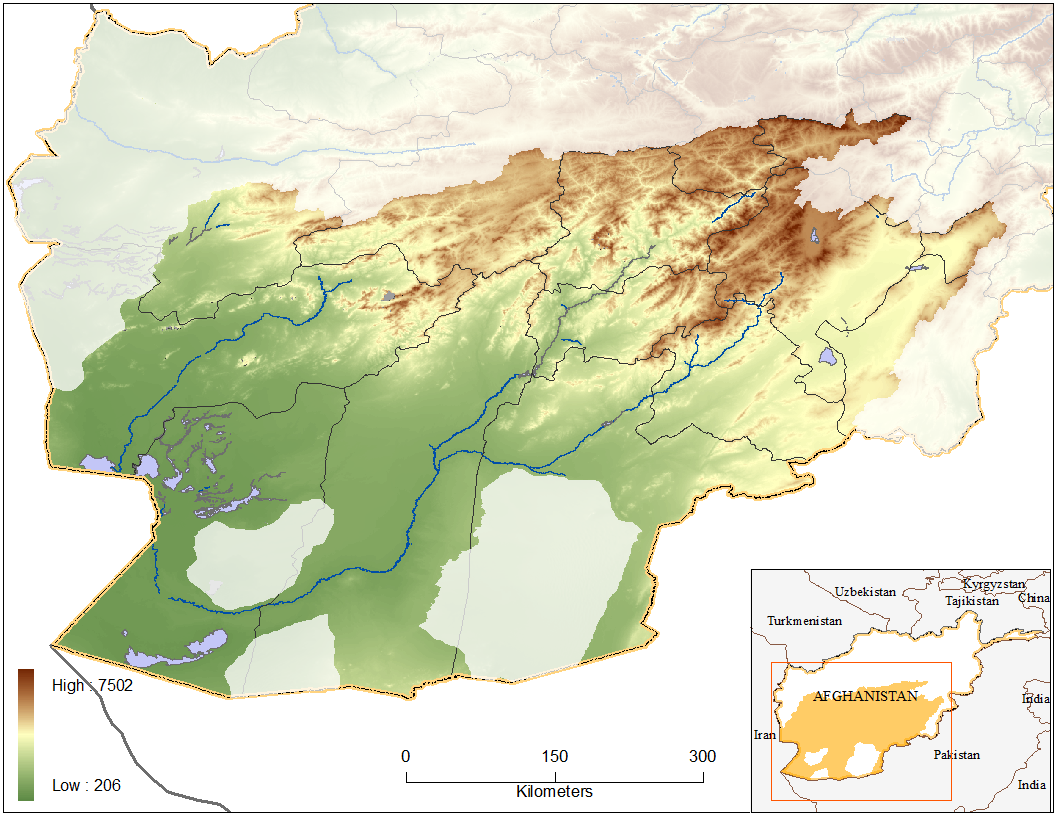

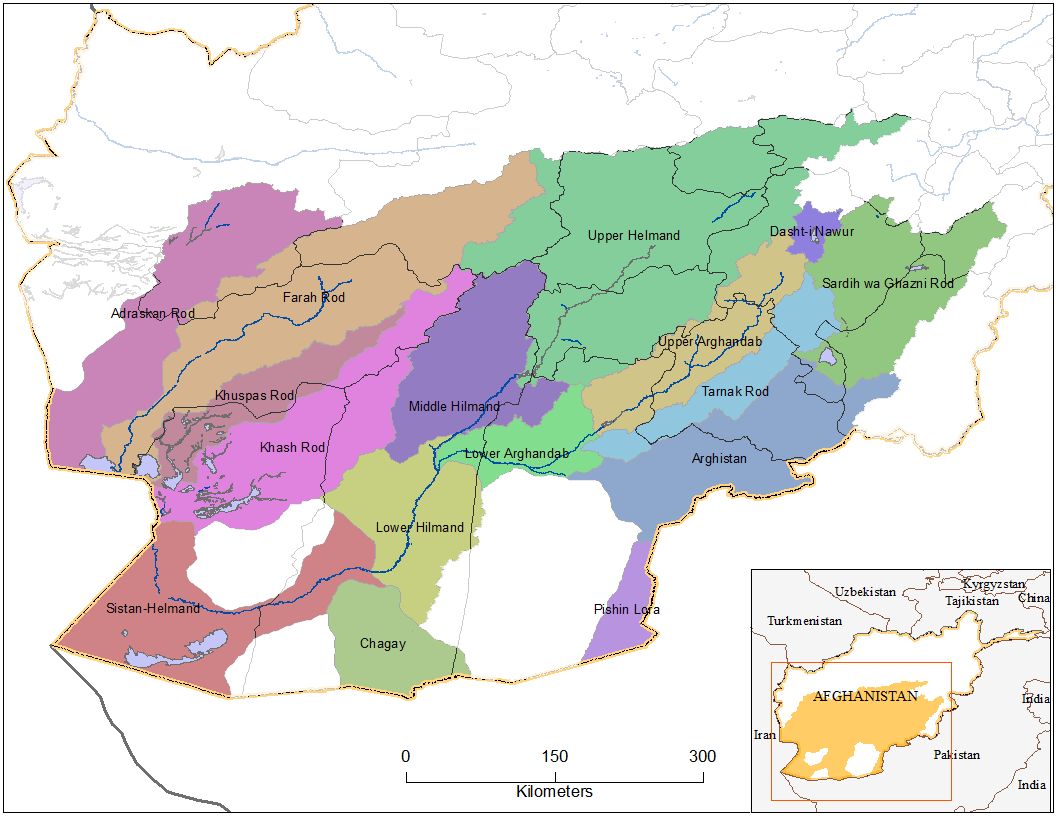

赫爾曼德河（波斯語：‎）是阿富汗最長的河流，河道全長1,150公里，發源自喀布爾以西約80公里的興都庫什山脈，流往阿富汗和伊朗接壤的邊境，在河上興建的水壩用作水力發電。
對於其他沒有流入大海的河流，赫爾曼德河的鹽份相對較低，河水被阿富汗的農民用於灌漑農作物。